# Katharina von Arx
Katharina von Arx (nombre completo Edith Catherine Drilhon-von Arx) (5 de abril de 1928 - 25 de octubre de 2013) fue una periodista y artista conocida por la notable escritura acerca de sus viajes y por la restauración de la "Mansión du Prieuré" en Romainmontier, la cual es ahora un legado nacional en Suiza. También es conocida por haber promovido ideas utópicas en sus escritos, así como la realización de un proyecto de arte textil denominado "Histoires des villes" Historia de las Ciudades.  

## Vida
Von Arx nació en Niedergösgen (Cantón de Soleura) cerca de Zúrich, Suiza. En 1933, su familia se mudó a Zúrich, donde asistió a la escuela de comercio para mujeres, graduándose en 1947.
Según relatos de su hija, Katharina von Arx era inquieta y curiosa por naturaleza, y le fascinaban las historias, ya fueran contadas, escritas, o representadas por imágenes.
Entre 1952 y 1953 estudió dibujo en la Academia de Bellas Artes de Viena, donde conoció a Friedensreich Hundertwasser, quien se convertiría en su mentor y longevo amigo. Fue Hundertwasser a quien le sugirió la idea de pintar sus miedos para volverlos más tolerables. Von Arx dejó la academia a la edad de 25 años para viajar a través del mundo. Durante su travesía acostumbraba a hacer distintas cosas -como dibujar, pintar, traducir, e incluso cantar canciones folclóricas suizas en las calles- con el objetivo de ganar dinero para poder vivir y moverse a su siguiente locación. Como resultado, terminó por trasladarse por gran parte del hemisferio norte, y conociendo mucho de él. Como escritora de viajes, fue enviada a las Islas Tonga en el Pacífico. Ahí conoció al periodista y fotógrafo Freddy Drilhon, con quien estaría casada hasta su muerte en 1976. La pareja tuvo una hija llamada Fréderiqué Drilhon von Arx, nacida en 1958.
Durante una de sus vacaciones familiares en 1959, la pareja se encontró con un edificio medieval llamado la Maison du Prieuré (Casa Priory), localizada en una pequeña ciudad de Romainmôtier en Suiza. En esos tiempos, la casa estaba en peligro de ser demolida por las autoridades locales, pero a von Arx le encantó y la pareja la compró para remodelarla y poder criar a su hija. A pesar de ser de más de 15 siglos de antigüedad y haber sido visitada por reyes, se había convertido en un lugar olvidado y se encontraba en pésimas condiciones. Katharina trabajó por salvar el edificio de diversas maneras; escribiendo sobre él, promoviendo su valor histórico y fundando una asociación privada dedicada a salvarlo. Tomó treinta años recaudar el dinero y restaurar el edificio, pero eventualmente este se convertiría en un monumento nacional.
Katharina vivió en esa casa alrededor de treinta años, hasta su muerte en 2013, a la edad de 85.

## Carrera como escritora
Aun cuando su preparación era la de una artista visual, la carrera de Von Arx se centró en la escritura. Comenzó a escribir durante sus primeros viajes a principios de la década de 1950, escribiendo artículos acerca de las experiencias que vivía en sus viajes. Continuó con sus escritos después de regresar a Suiza, escribiendo libros y otros textos basados en sus viajes. Estos escritos los dedicaba tanto a niños como adultos.
Esto le llevó a su trabajo como periodista, lo cual le brindó las oportunidades para seguir viajando, y así continuar escribiendo y dibujando lo que veía. De 1956 a 1958, ella fue asistente de largo plazo en las Islas Tonga, donde conoció a su esposo Freddy Drilhon, con quien también colaboraría profesionalmente hasta su muerte en 1976.
Von Arx continuó escribiendo e ilustrando periódicos y libros por el resto de su vida, en los cuales también se ven incluidas obras de ficción. Estas últimas hacían énfasis en el tema de universos paralelos e ideas utópicas, junto con escritos de historias basadas en la "Mansión du Prieuré". 
Su trabajo ficticio se centró en gran medida en universos alternos y como hacer del mundo un mejor lugar. Durante su carrera ella concibió mundos utópicos tanto en palabras como en imágenes con el propósito de convertir a la realidad en algo mejor. Sus libros describen sus viajes y aventuras,  así como la historia de la "Mansión du Prieuré".
Así como su trabajo dedicado al edificio, ella también llegó a impartir talleres de escritura, pintura, encuadernación y fabricación de papel.
Su trabajó ganó numerosos reconocimientos como el "Kulturpreis des Kantons Solothurn" (1975), "Förderpreis Olten" (1976), el "Werkbeitrag der Goethe-Stiftung", Zürich (1976) y el "Werkbeiträge von Bund", Kt.Solothurn, Stiftungen, Unternehmen 1972-1987.

## Obras

### Algunas publicaciones
- Mein Luftschloss in Wolken: Die Fortsetzung von "Mein Luftschloss auf Erden"  (1988)
- Als er noch da war: Roman (1983)
- Mein Luftschloss auf Erden  (1981)
- Erweiterte Neuausgabe (1981)
- Mein Tagebuch zum "Luftschloss auf Erden": Auszüge(1982)
- Engel aus der Schreibmaschine (1979)
- Ich bin gern schuld an meinem Glück: Satiren und Geschichten (1977)
- Mein Luftschloss auf Erden. Biographischer Roman (1975)
- Meine Inselabenteuer (1961)
- Inselabenteuer. Streifzüge durch die Inselwelt Australiens. Jugendbuch (1960)
- Nichts hat mich die Welt gekostet. Jugendbuch (1957)
- Nehmt mich bitte mit! Eine Weltreise per Anhalter (1956)

## El proyecto de Historia de Ciudades

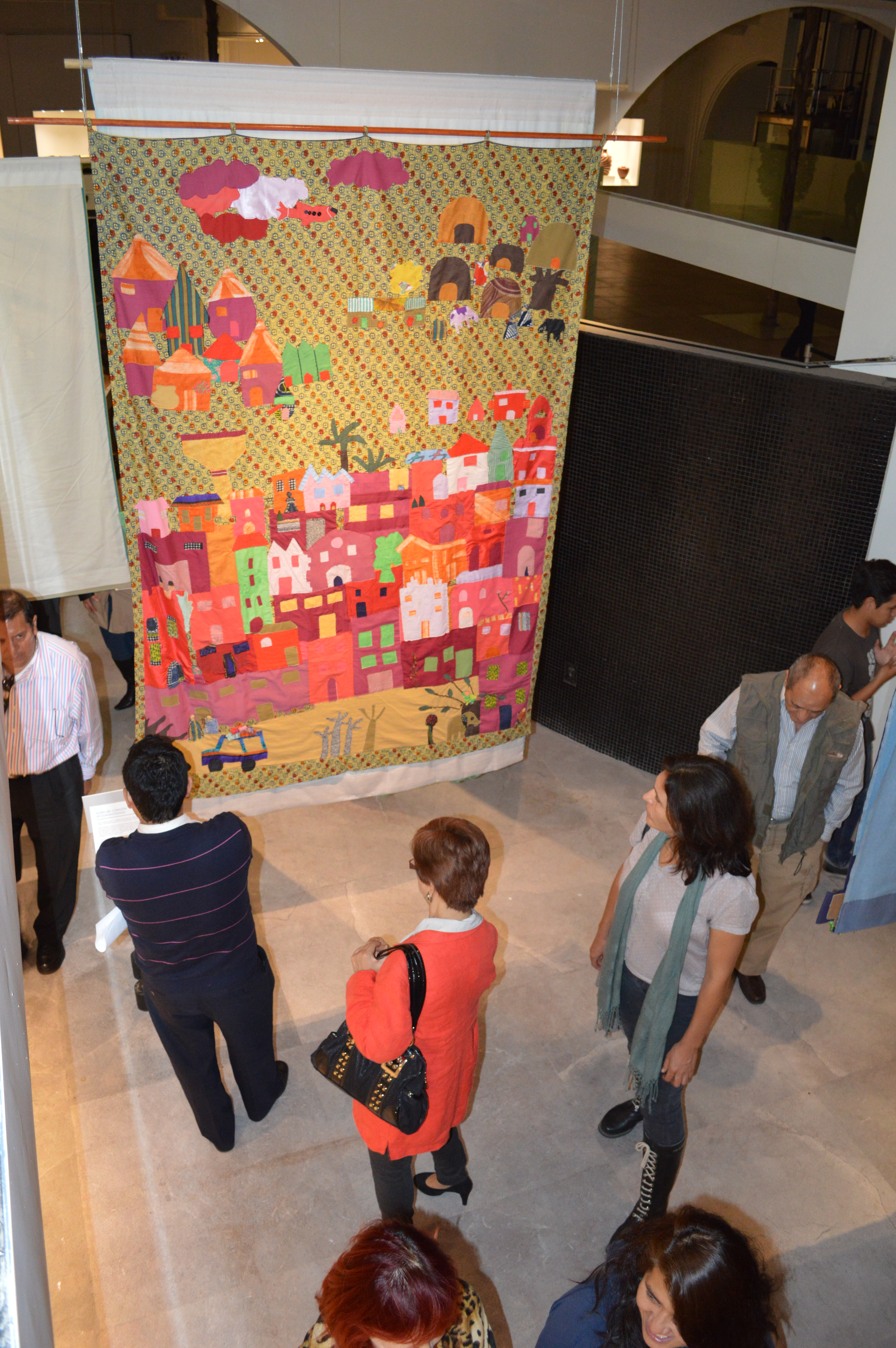
Exhibición del proyecto en el Museo de Arte Popular (Ciudad de México) en 2014

A von Arx se le atribuye la cita: "todo mundo tiene su lado creativo, pero frecuentemente está durmiendo." Otro de sus proyectos de vida sería la colección de trabajos textiles denominada "Histoires des Villes" (Historia de Ciudades). Su hija afirma que, aunque se encontraba aterrorizada con el crecimiento urbano de la humanidad en el siglo XX, al mismo tiempo admiraba la creatividad del hombre, especialmente en la arquitectura. A la edad de quince años, von Arx comenzó con su primera pieza; una imagen utópica de su ciudad natal. Durante su vida ella invitó a otros a participar, de manera que la colección fue ganando piezas con imágenes de varias partes del mundo, como Nueva York, México y el Oriente Medio, todas creadas por gente local. Al momento de su muerte la colección contenía veinte piezas hechas en una variedad de telas, compilación a la cual el  Museo de Arte Popular (Ciudad de México) denominaría “sui generis”, la cual es única en su composición y tema. En 2014, un tour de esta colección fue patrocinado por el gobierno suizo para ser llevado a cabo en México, y en otros países, como el primer evento para hacer memoria a Von Arx después de su muerte.